# 牧牛镇
牧牛镇，是中华人民共和国辽宁省鞍山市岫岩满族自治县下辖的一个乡镇级行政单位。

## 行政区划
牧牛镇下辖以下地区：
牧牛河村、南马峪村、益临店村、牧北村、钟家堡村和大木古峪村。